# Maison Beaudry
La maison Beaudry (ou maison Antoine-Beaudry) située au 14 678, rue Notre-Dame Est dans l'arrondissement Rivière-des-Prairies–Pointe-aux-Trembles à Montréal fut construite en 1732. Aujourd'hui c'est le plus vieux bâtiments de Pointe-aux-Trembles. La Maison Beaudry est un immeuble patrimonial classé depuis 1979. 
Les samedis et dimanches, la Maison de la culture Pointe-aux-Trembles a pour mandat d'offrir des expositions d'arts visuels et du patrimoine à l'intérieur de la maison, ainsi que du cinéma, des conférences, des ateliers... Durant la période estivale, la Maison Antoine-Beaudry est ouverte du lundi au dimanche. 
Situé dans le parc Marcel-Léger, ce site exceptionnel accueille différents événements durant l'été, spectacles, cinéma en plein air... Un quai est installé sur le site et des croisières patrimoniales, des croisières Musique du monde et feux d'artifice ainsi qu'un service de navette fluvial - Fleuve à vélo sont offerts.
|  |